# Seven Hills (Ohio)
Seven Hills es una ciudad ubicada en el condado de Cuyahoga en el estado estadounidense de Ohio. En el Censo de 2010 tenía una población de 11804 habitantes y una densidad poblacional de 927,46 personas por km².

## Geografía
Seven Hills se encuentra ubicada en las coordenadas 41°22′47″N 81°40′33″O / 41.37972, -81.67583. Según la Oficina del Censo de los Estados Unidos, Seven Hills tiene una superficie total de 12.73 km², de la cual 12.71 km² corresponden a tierra firme y (0.14%) 0.02 km² es agua.

## Demografía
Según el censo de 2010, había 11804 personas residiendo en Seven Hills. La densidad de población era de 927,46 hab./km². De los 11804 habitantes, Seven Hills estaba compuesto por el 95.64% blancos, el 0.81% eran afroamericanos, el 0.07% eran amerindios, el 2.49% eran asiáticos, el 0% eran isleños del Pacífico, el 0.25% eran de otras razas y el 0.75% pertenecían a dos o más razas. Del total de la población el 1.3% eran hispanos o latinos de cualquier raza.